# Blarinella griselda
Blarinella griselda es una especie de musaraña de la familia soricidae.

## Distribución geográfica
Se encuentra en China y el norte de Vietnam.